# 雙溪 (新竹縣)
雙溪，是臺灣新竹縣寶山鄉的一個傳統地域名稱，也是鄉治所在地，位於該鄉北部。相較於今日行政區，其範圍大致包括大崎村、雙溪村、雙新村。
國道1號與國道3號在本地區交會。

## 歷史
台灣清治末期至日治初期，雙溪地區為一街庄，稱為「雙溪庄」，隸屬於竹北一堡。該庄西北與青草湖庄為鄰，東北與埔頂庄、金山面庄為鄰，東南邊為草山庄，南邊為鷄油凸庄、新城庄、寶斗仁庄，西南邊一小段與香山坑庄為界。
1901年（日治明治三十四年）11月，全台廢縣廳改設二十廳，該庄隸屬於新竹廳。1909年（明治四十二年）10月，合併二十廳為十二廳，該庄隸屬不變。1920年（大正九年），廢十二廳改設五州二廳，該庄改制為「雙溪」大字，隸屬於新竹州竹東郡寶山庄，大字下有「雙溪」、「大崎」、「水尾溝」小字名。
戰後寶山庄改制為寶山區，隸屬於新竹市，大字亦改制為里。1950年桃、竹、苗分治，寶山區自新竹市劃出為寶山鄉，雙溪里改為雙溪村。由於鄰近竹科且為寶山鄉治，人口大量增長。2009年初，客雅溪三峰支流西側分出雙新村。

## 交通
國道1號又稱「中山高速公路」，是台灣西部最早興建的縱向高速公路，大致以縱向轉東北－西南走向蜿蜒經過雙溪地區中部，境內北部園區二路與北鄰埔頂的新安路、光復路、公道五路等交會口共同形成新竹交流道，由此等進入可快速前往台灣西部國道1號沿線各地。
國道3號又稱「福爾摩沙高速公路」，是台灣西部第二條縱向高速公路，大致以橫向蜿蜒經過本地區。境內大雅路交會口設有寶山交流道，由此進入可快速前往台灣西部國道3號沿線各地。國道3號與國道1號交會處設有新竹系統交流道以便互相連通。
鄉道竹82線（明湖路、雙園路二段～一段）是明湖社區至平埔頂的道路，其西側端點位於本地區與青草湖地區的邊界處，東側端點位於本地區東北部的園區三路路口。
鄉道竹47線（寶新路一段）是雙溪至珊珠湖的道路，其北側端點位於雙溪聚落（即寶山市區）西側的竹82線路口，向西偏南轉南離境後，可經新城、寶斗仁前往縣界，續行可前往珊珠湖。
鄉道竹43線（三峰路二段）是雙溪至富興的道路，其北側端點位於雙溪聚落的鄉道竹82線路口，向東南轉南可前往鷄油凸、富興並止於省道台3線路口。

## 學校
- 寶山國中
- 雙溪國小

## 產業
本地區東北部為新竹科學園區的一部分。